# Tomesd
Tomesd románul: Tomești, település Romániában, Erdélyben, Hunyad megyében.

## Fekvése
Körösbányától északnyugatra, Csohos, Steja, Styirlesd és Riska közt fekvő település.

## Története
Tomesd, Tamásfalva nevét 1439-ben említette először oklevél Thomesfalva néven. 1441, 1445-ben Tamasfalwa, 1525-ben Thomesth, 1760–1762 között Tomest, 1808-ban Tomesd, Thomsdorf, 1913-ban Tomesd néven írták.
A középkorban Zaránd vármegyéhez tartozott. Az 1500-as évek elején a világosi vár tartozékai közt szerepelt.
A trianoni békeszerződés előtt Hunyad vármegye Körösbányai járásához tartozott. 1910-ben 389 lakosából 379 román, 7 magyar volt. Ebből 379 görögkeleti ortodox, 4 római katolikus volt.
2002-ben 306 lakosából 301 román, 2 magyar, 1 német volt.